# Albert Riera
Albert Riera Ortega (Manacor, 15 de abril de 1982) é um ex-futebolista espanhol que atuava como meia. 

## Títulos
Mallorca
- Copa do Rei: 2002–03

Espanyol
- Copa do Rei: 2005–06

Olympiakos
- Campeonato Grego: 2010–11

Galatasaray
- Campeonato Turco: 2011–12, 2012–13

## Outras Conquistas
Liverpool
- Dallas Cup: 2008